# 客家麵

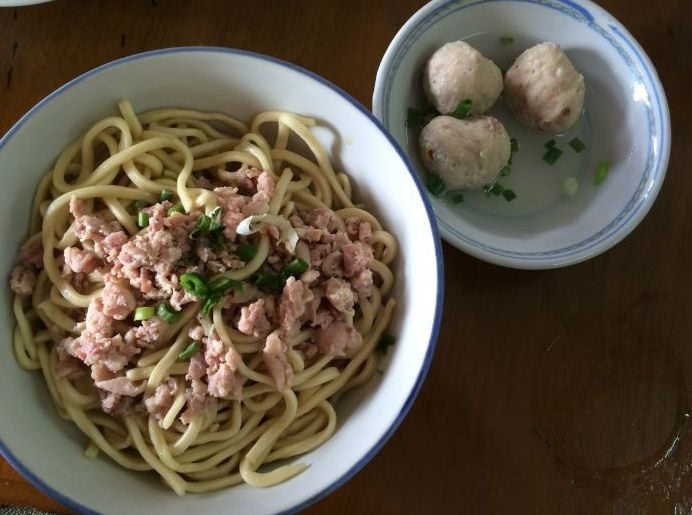
乾撈客家麵

客家麵，又稱“大埔麵”是馬來西亞客家社區的代表性麵食之一，源自於中国广东省梅州市大埔縣。由於馬來西亞的年輕華人對於大埔少有概念，因此有些業者把“大埔麵”改寫成“客家麵”以招攬更多的生意。久而久之，“客家麵”這名詞已取代“大埔麵”，成為馬來西亞華人對這道麵食的稱呼。

## 作法
客家麵因少放鹼水的因素，所以顏色偏白，其製作過程與竹昇麵相似，以麵粉和雞蛋作為材料，在和麵過程中取竹竿反复騎壓在麵團，讓麵條產生筋性，以帶有彈牙的口感。客家麵可乾撈或煮成湯麵，目前在馬來西亞茶餐室與路邊攤販賣的客家麵多以乾撈為主，使用熬製多時已濃縮的湯汁和潮汕地區人民嗜吃的魚露來拌麵，因此大埔麵的色澤淺白，部分食客會以有無加入魚露調味而評定該碗麵的風味是否正宗。有些店家也會提供老鼠粉（原稱老鼠粄）供作不同麵條的選擇。麵條燙熟後，再撒上肉燥、青菜、青蔥、蔥酥和香油，另外再乘上一碗裝有肉丸或餛飩的清湯，一同上桌。
隨著飲食的多樣化發展，加上名稱的轉變，目前當地的乾撈客家麵除了肉燥外，有些店家會配上富有客家風味的鹵雞腿、扣肉等，或者搭配當地常用來拌麵的叉燒、魚餅等，讓客家麵出現多種的變化。